# Samisdat Publishers
Samisdat Publishers, Ltd. — невелике канадське видавництво, яким володів та керував Ернст Цюндель. 
Засноване було у 1977 році в Торонто, штат Онтаріо, нині не діє. Видавництво спеціалізувалося на виданні матеріалів, у 1980-1990-х роках, про запереченні Голокосту. 
Назва взята з самвидаву (рос. самиздат) — системи видавництва, яка практикувалася в СРСР для таємного розповсюдження документів і творів, які було неможливо опублікувати в офіційному порядку.
Більшість книг та брошур, опублікованих «Samisdat Publishers» були так чи інакше пов'язані із запереченням Голокосту.

## Перелік публікацій
- Ернст Цюндель. The Hitler We Loved and Why
- Артур Бутц. The Hoax of the Twentieth Century
- Остін Епп. A Straight Look at the Third Reich and The Six Million Swindle
- Richard Harwood, як Річард Верролл Auschwitz, Dachau, Buchenwald: The Greatest Fraud in History
- Secret Nazi Polar Expeditions [1978] by Ернст Цюндель as Christof Friedrich and Mattern Friedrich.
- Hitler at the South Pole [1979] by Ернст Цюндель як Christof Friedrich and Mattern Friedrich.
- UFOs: Nazi Secret Weapon? by Ернст Цюндель як Christof Friedrich and Mattern Friedrich with Willibald Mattern, a German émigré living in Santiago de Chile.
- UFOs: Unbekanntes Flugobjekt? Letzte Geheimwaffe des Dritten Reiches [1974] by Willibald Mattern, a German émigré living in Santiago de Chile.
- The Lightning & the Sun by Savitri Devi